# Дрисља (Ботошани)
Дрисља (рум. Drislea) насеље је у Румунији у округу Ботошани у општини Трушешти. Oпштина се налази на надморској висини од 104 m.

## Становништво
Према подацима из 2002. године у насељу је живело 1074 становника, од којих су сви румунске националности.